# Onthophagus rubrescens

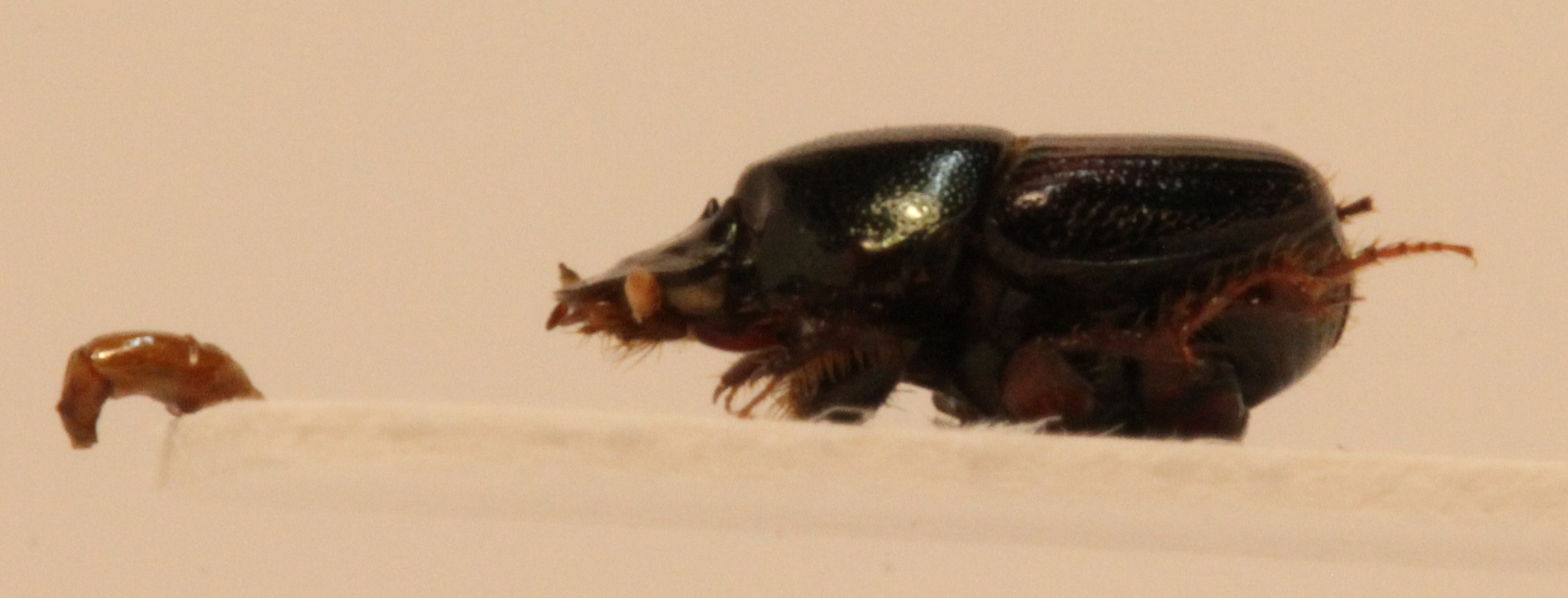
Un onthophagus de Ecuador

Onthophagus rubrescens es una especie de insecto del género Onthophagus, familia Scarabaeidae, orden Coleoptera.

Fue descrita científicamente por Blanchard en 1846.